# Fara v Chlumci nad Cidlinou
Budova děkanství v Chlumci nad Cidlinou se nalézá v Čelakovského ulici asi 100 m jižně od kostela svaté Voršily v Chlumci nad Cidlinou v okrese Hradec Králové. Barokní budova děkanství je chráněna jako kulturní památka ČR. Národní památkový ústav tuto budovu uvádí v katalogu památek pod rejstříkovým číslem ÚSKP 10013/6-5828.

## Popis
Fara je samostatně stojící obdélná jednopatrová budova s vysokou valbovou střechou krytou bobrovkami, omítaná hladkou vápennou omítkou, částečně podsklepená, s arkádou a pavlačí do dvora a s hospodářským příslušenstvím na západní straně dvora a rozlehlou farní zahradou na jihu. Farní budova představuje významný doklad barokní stavby se zachovanou dispozicí a hodnotnými klenutými prostory, bez výrazného poškození klasicistními úpravami.